# Pianoconcert nr. 10 (Mozart)
Het Pianoconcert nr. 10 in Es majeur, KV 365 van Wolfgang Amadeus Mozart is een dubbelconcert voor twee piano's en orkest. Hij schreef het om het te spelen met zijn zus Maria Anna ("Nannerl"). Als jaar van voltooiing wordt 1779 genoemd, aan het eind van zijn Salzburger periode, maar papieronderzoek heeft uitgewezen dat de cadensen voor de beide hoekdelen eerder zijn vervaardigd. Daarom zou het concert tussen augustus 1775 en januari 1777 gedateerd kunnen worden. Jaren later voerde hij het werk nog eens uit in een huisconcert met zijn leerlinge Josepha Barbara von Auernhammer.

## Orkestratie
Het concert is geschreven voor:
- Twee fortepiano's (in de huidige uitvoeringspraktijk vaak twee concertvleugels)
- Twee hobo's
- Twee fagotten
- Twee hoorns
- Strijkinstrumenten

Door het discours tussen de twee gelijkwaardige piano’s gaf Mozart in dit werk het orkest een relatief ondergeschikte rol.

## Onderdelen
Het concert bestaat uit drie delen:
1. Allegro
2. Andante
3. Rondo: allegro